# Erik Nordström (landsfiskal)
Erik Vilhelm Nordström, född 15 augusti 1891 i Stenkyrka på Tjörn, död 2 april 1962 på samma plats  var en svensk landsfiskal i Tjörns härad. Han tog 1939  det första initiativet till broförbindelsen mellan Tjörn och fastlandet och bidrog starkt till att den 1960 kunde realiseras.

## Biografi
Erik Nordströms far och farfar var båda kronolänsmän i Tjörns härad, och Erik Nordström blev som landsfiskal tredje generationen i samma befattning.    
Han var brorson till konstnären Karl Nordström och bror till psykiatern John Anders Nordström.
Nordströms utbildning och detaljerna i hans yrkesverksamhet är inte utredda. Han blev kamrer vid den av fadern skapade Tjörns härads sparbank innan han tog över landsfiskalstjänsten efter honom. Han betecknades som landsfiskal 1939, begärde avsked från tjänsten 1954 och blev riddare av Vasaorden samma år.

## Tjörnbrofrågan
Skåpesundsbron  gav 1938 Tjörn en fast vägförbindelse till grannön  Orust. Denna var sedan förbunden med fastlandet med bilfärja vid Svanesund i öster och Nötesund i norr. Någon direkt bilförande förbindelse mellan Tjörn och fastlandet fanns inte. Den som skulle resa med offentliga kommunikationer till Göteborg eller Uddevalla tick ta buss till Höviksnäs för att ta ångbåt till Stenungsund och fortsätta med tåg därifrån.
Hösten 1939 förelåg planer på en bro mellan Orust och fastlandet vid Svanesund. Dessa behandlades i kommunalfullmäktige i de berörda landskommunerna. I Stenkyrka yrkade Nordström att bron skulle byggas så långt åt söder som möjligt så att också tjörnborna fick nytta av den. Han skisserade vidare en sådan sydlig förbindelse, identisk med den senare byggda Tjörnbroleden.
Frågan om hur Orust och Tjörn skulle förbindas med fastlandet skapade en långvarig och starkt polariserande debatt. Vad som var positivt för den ena ön uppfattades som negativt för den andra. I viss mån handlade det också om Uddevallas och Göteborgs roller som centralorter i regionen. Från 1949 föreligger ett regeringsbeslut om att bron skulle byggas vid Svanesund, medan regeringen 1954 gick in för Tjörnbroalternativet. Det är mellan dessa beslut som en väsentlig del av Nordströms insatser ligger. 
Polariseringen av de lokala intressena bildar bakgrund till det minnesmärke över Nordströms insatser som restes vid brofästet på Tjörnsidan 1960. En mera neutralt placerad porträttbyst står vid Billströmska folkhögskolan på Tjörn.